# La Vase / Slikke
La Vase / Slikke ist ein Musikalbum von Christine Abdelnour Sehnaoui und Sven-Åke Johansson. Die am 24. April 2009 in Johanssons SÅJ-Studio in Berlin entstandenen Aufnahmen erschienen 2010 auf Johanssons Eigenlabel SÅJ.

## Hintergrund
Die Altsaxophonistin Christine Sehnaoui hinterfragt die traditionellen Grenzen und realisiert Ausdrucksformen des Instruments durch ihre ganz individuelle Idiom neue Ausdrucksformen. Indem sie mit unterschiedlichen Atemzügen und Winkeln durch den Korken des Halses blase, könne sie ihr Instrument auf eine Weise nutzen, die bisher niemand zuvor versucht habe, notierte Elliott Sharp. Durch das Einführen von Objekten in den Schalltrichter kann sie die Kraft der austretenden Töne manipulieren, was eine Vielzahl neuer Klangmöglichkeiten eröffnet. Auf dem Duoalbum La Vase/Slikke flankiert sie der experimentelle Perkussionist Sven-Åke Johansson, der seit den 1960er Jahren in kreativen Musikkreisen tätig ist.

## Titelliste
- Christine Sehnaoui // Sven-Åke Johansson: La Vase / Slikke (SÅJ SAJ-LP 17)[2]

A1 La Vase I 7:03

A2 La Vase II 5:00

A3 La Vase III 5:06

A4 Slikke III 5:26

B1 Slikke I 9:39

B2 Slikke II 9:58

B3 C-Box 3:28

## Rezeption

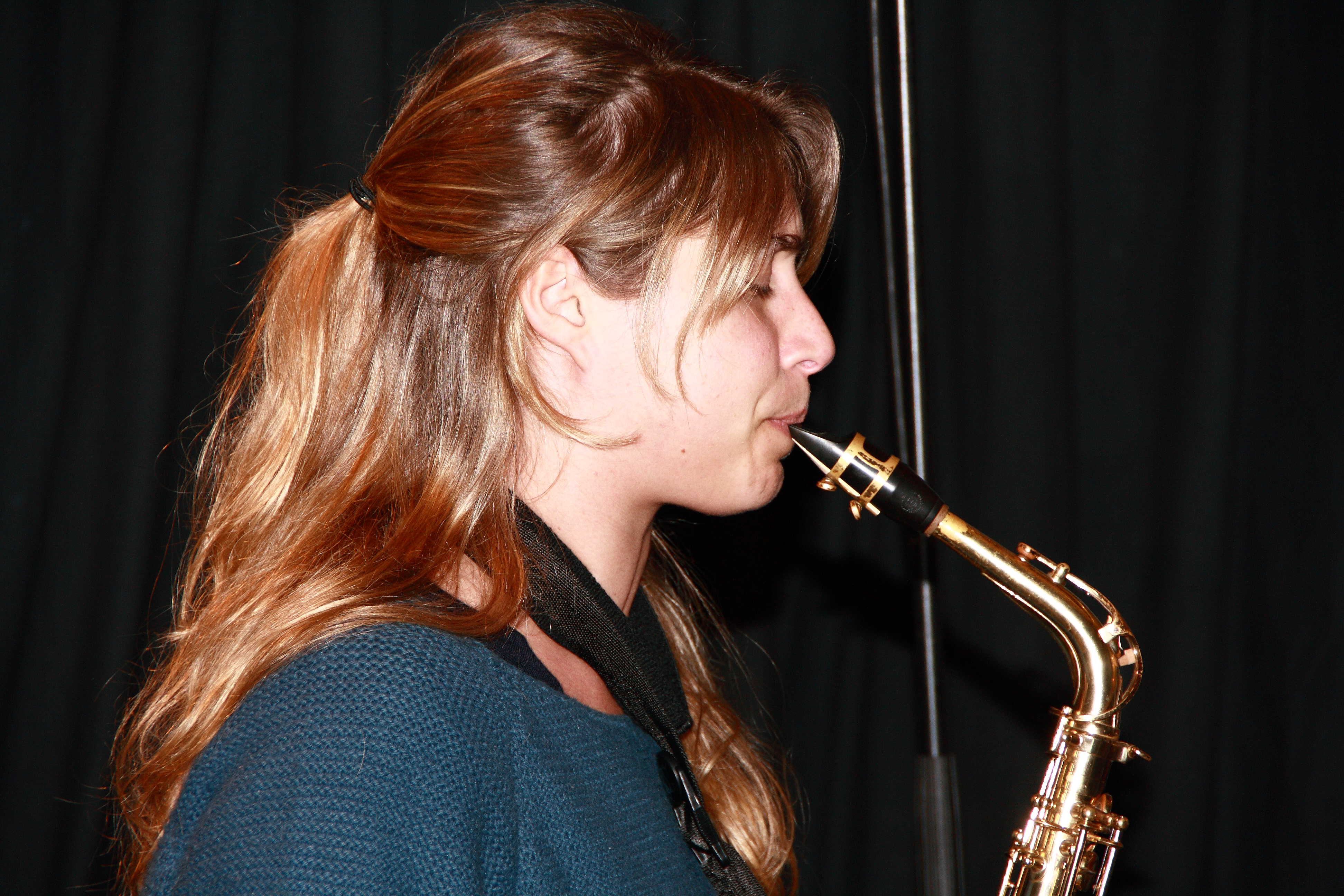
Christine Abdelnour (um 2010)

Johanssons Technik ignoriere bekannte Spielweisen und gehe die Aufgabe neu an, um eine wahrhaft fremde und herausfordernde Klangwelt zu erschaffen, schrieb Elliott Sharp (Tiny Mix Tapes). Für dieses Album verwende Johansson, wie schon seit vielen Jahren, Pappkartons anstelle eines traditionellen Schlagzeugs. Das Album sei zwar live und ohne Mehrspurtechnik aufgenommen worden, klinge aber so, als bestünden mehrere Schichten und Texturen, die zahlreiche Ergänzungen erfordern würden. Die Bandbreite der Klänge, die beide Künstler mit ihren Instrumenten erzeugen können, sei atemberaubend: „Vulkanische Blasen, fledermausartiges Quietschen, knirschendes Metall, digitale Störungen, Tempelgongs, das Summen einer Klimaanlage, das Schimmern eines Bohrers, Eulenrufe, krallende Mäuse, dröhnende Maschinen am Rande der Explosion, das klickende Rückgrat und das zerfetzende Gehirn eines Panikattackenopfers, Feuer“.
Johanssons Spiel auf La Vase/Slikke betone Reibung und Textur und wechsele von hohen Quietschgeräuschen zu spannungsgeladenen, langen Kratzgeräuschen und zerhackten Stößen undefinierbarer Schlaggeräusche. Müsste man es anhand etablierter Bezeichnungen kategorisieren, wäre „Lärm“ am passendsten, so Sharp weiter. Doch trotz der Brutalität, die viele Momente im Spiel des Duos kennzeichne, würde es eine tiefe Zartheit und ein robustes Gefühl von Leere geben, das der Aggressivität und überwältigenden Dichte des eigentlichen Lärms trotze. Nur in wenigen Momenten gebe Sehnaoui etwas von sich, das traditionellen Tönen ähnle, und wenn, dann seien es zusammengefügte, dekonstruierte Explosionen. Als Autodidaktin sei Sehnaoui nicht in einer akademischen Tradition – Jazz, Experimental, europäische, nordamerikanische oder andere – aufgewachsen und ausgebildet worden, was ihr zweifellos den nötigen Freiraum verschaffte, das Alt-Instrument ohne die Belastungen traditioneller Saxophon- oder Holzbläser-Idiome zu erkunden.